# جیمی الیور
جیمی اُلیور (به انگلیسی: Jamie Oliver) (زاده ۲۷ مه ۱۹۷۵ در شهر اسکس) سرآشپز معروف انگلیسی، دارندهٔ رتبه امپراتوری بریتانیا، برندهٔ جایزه امی بریتانیایی است. وی افتخار این را دارد، دولت کشورش را وادار کند تا بودجه تغذیه مدارس را افزایش دهد، به دوستداران غذا شیوه آشپزی تازه و معنی‌دار و دستورهای آشپزی الهام‌بخش و ارائه داده و نوجوانانی از طبقه‌های محروم اجتماع را تبدیل به سرآشپزهای حرفه‌ای کند.
«آشپزخانه جیمی» نام رستوران او در لندن و هم عنوان یک مجموعه تلویزیونی است که به موفقیت بسیار رسید. او ۳ مجموعه رستوران هر کدام با ۱۵ شعبه در آمستردام، ملبورن و کورنوال دایر کرده‌است. بعد از اینکه یک تولیدکننده تلویزیونی هنگام کار در یک رستوران کنار رودخانه در لندن او را کشف می‌کند شهرتش جهانی می‌شود.

## موفقیت‌ها
موفقیت‌های حرفه‌ای جیمی در تلویزیون ادامه داشت با برنامه‌هایی مثل «فرار بزرگ جیمی» در ان با آشپزی الهام گرفته شده از ایتالیو به سراغ ایتالیایی‌ها می‌رفت و در برنامه »جیمی در خانه« او با سبزیجاتی که خودش کاشته بود اشپزی می‌کرد و در برنامه جستورانه »شام‌های جیمی با گوشت پرندگان«، او نگاه انتقادی به مسائل پیرامون پروش طیور داشت. بعد از انکه برنامه «جیمی بیکن ما را نجات می‌دهد» ساخته شد که به ترویج گوشت خوک انگلیسی و دشواری‌های پرورش دهنده خوک در انگلستان می‌پرداخت این سرآشپز یکی از پرطرف دارترین سرآشپزهای جهان شد.

## برنامه‌ها
برنامه «ناهارهای مدرسه جیمی» یک سریال مستند ۴قسمتی بود که در سال ۲۰۰۴ ساخته شد. جیمی الیور این مأموریت و به عهده گرفت که کیفیت و ارزش غذایی ناهارهای مدرسه را در یک مدرسه معمولی انگلیسی بالا ببرد. این فکر منجر به برنامه وسیع‌تری برای بهبود ناهار مدارس در سرتاسر انگلستان شد. همچنین وی در برنامه سرآشپز لخت برنامه موفقی بود و سریع شهرت پیدا کرد.
او در برنامه به نام یک شب با عمو کیکی شرکت داشته و اشپزی را از اونجا یاد گرفته  در مصاحبه هاش همیشه درمورد عمو کیکی هست   
عمو کیکی یکی از یهترین اشپز های کیک خاورمیانه هست

## بزرگ‌ترین برنامه
در سال ۲۰۰۲، جیمی بزرگ‌ترین برنامه‌اش را شروع کرد. او ۱۵ نوجوان را از طبقات پایین اجتماع که هیچ‌گاه گذرشان به هیچ رستورانی نیفتاده بود، انتخاب کرد و بیشتر آن‌ها را تبدیل به سرآشپزهای حرفه‌ای کرد.

## دیگر فعالیت‌ها
او که آشپز بسیار ماهر و سوابق بسیار درخشان دارد، در سال ۲۰۰۳ برای خدماتش به صنعت پذیرایی از ملکه انگلستان، نشان شوالیه را دریافت کرد. اما یکی از پر افتخارترین دستاوردهای او، ایجاد آگاهی عمومی و وارد کردن دولت انگلستان به رسانده، بازارهای امریکا را فتح کرده، در چندین برنامه تلویزیونی نقش بازی کرده و انقلابی در غذاهای انگلستان به وجود اورده‌است.

## پخش در فارسی۱
شبکه فارسی ۱، حق پخش این برنامه را خریداری کرده بود، و این برنامه پنج شنبه‌ها ساعت ۱۸:۳۰ دقیقه به وقت تهران پخش می‌شد.